# Fitofarmaco sistemico
Il fitofarmaco sistemico è un prodotto fitosanitario i cui principi attivi possono venir assorbiti da radici o dalle foglie per essere traslocati nel resto degli organi della pianta.
I fitofarmaci dotati di sistemia acropeta sono in grado di raggiungere gli apici vegetativi in espansione della coltura trattata (protezione dei germogli dalle crittogame e dagli insetti) poiché si diffondono nella pianta per via xilematica. La sistemia basipeta riguarda invece i fitofarmaci in grado diffondersi anche attraverso il floema e raggiungere le radici e gli altri organi ipogei (importante soprattutto negli erbicidi).
Alcuni principi attivi sono dotati di entrambe le sistemie (es: Fosetil-Alluminio).
Tra i più diffusi fitofarmaci sistemici, vi sono:
- Fungicidi, Metalaxil-M, Fosetil-alluminio, Triazoli, Propamocarb, Azossistrobina, Iprovalicarb, Bupirimate;
- Erbicidi: Glifosate, Triclopyr, 2,4-D, Dicamba, Fenoxaprop-P-etile;
- Insetticidi: Imidacloprid, Thiamethoxam, Spirotetramat.